# لینت وودارد
لینت وودارد (انگلیسی: Lynette Woodard؛ زادهٔ ۱۲ اوت ۱۹۵۹) بازیکن سابق و مربی بسکتبال اهل ایالات متحده آمریکا است.
از باشگاه‌هایی که در آن بازی کرده‌است می‌توان به هارلم گلوبتراترز اشاره کرد.
وی در مسابقات کشوری و بین‌المللی در مجموع برندهٔ ۵ مدال طلا، ۱ مدال نقره، ۱ مدال برنز شده‌است.